# توماس زندر
توماس زندر (به آلمانی: Thomas Zander؛ زادهٔ ۲۵ اوت ۱۹۶۷) کشتی‌گیر پیشین اهل آلمان است که در دستهٔ میان‌وزن کشتی فرنگی رقابت می‌کرد. زندر برندهٔ مدال نقرهٔ المپیک ۱۹۹۶ آتلانتا و یک مدال طلا (۱۹۹۴)، یک نقره (۱۹۹۹) و دو برنز (۱۹۹۵، ۱۹۹۷) از مسابقات قهرمانی کشتی جهان است. او همچنین شش مدال مسابقات قهرمانی کشتی اروپا را شامل چهار مدال طلا کسب کرده است.